# Cicendia quadrangularis
Cicendia quadrangularis là một loài thực vật có hoa trong họ Long đởm. Loài này được (Lam.) Griseb. mô tả khoa học đầu tiên năm 1838.